# Acordo Ortográfico de 1931
O Acordo Ortográfico de 1931 foi um acordo firmado entre a Academia Brasileira de Letras e a Academia de Ciências de Lisboa com o propósito de reunificar a ortografia da língua portuguesa, depois da cisão provocada pela Reforma Ortográfica de 1911 em Portugal.
Nos termos do acordo, o Brasil adotaria a ortografia então vigente em Portugal, com alterações propostas pela Academia Brasileira de Letras. Tais alterações seriam aceitas pela Academia de Ciências de Lisboa e decretadas em Portugal, o que terminou não ocorrendo.
O acordo acabou não sendo posto em prática.

## Diferenças em relação à ortografia de 1911
- Não aceitação da escrita de qualquer consoante muda: excetuar
- Acentuação de oxítonas terminadas em I ou U: tupí,urubú
- Acentuação de quaisquer proparoxítonas ou paroxítonas "não vulgares" que pudessem suscitar dúvidas de pronúncia: aváro, efébo, pegáda, Setúbal, sánscrito
- Ausência de acentuação para marcar hiato: ciume e reune, em vez de ciúme e reúne.
- Falta de menção de acento grave
- Conservação de H medial em palavras como inhumano, deshabitar, deshonra, rehaver.
- Supressão do S em palavras como sciência e scisão, passando a ciência e cisão (proposta adotada em 1945)
- Conservação do ditongo ue em palavras como azues (embora o ditongo oe em anzoes passasse a ói (anzóis), como na ortografia de 1911)
- Fixação da grafia com Z de nomes próprios oxítonos em português terminando no som /s/: Tomaz, Luiz, Queiroz. Jesus e Paris ficariam excetuados por serem de difícil alteração.